# Zabeelstadion
Het Zabeelstadion is een multifunctioneel stadion in de wijk Zabeel in de stad Dubai, Verenigde Arabische Emiraten. Het stadion wordt vooral gebruikt voor voetbalwedstrijden, de voetbalclub Al-Wasl Club maakt gebruik van dit stadion. In het stadion is plaats voor 8.439 toeschouwers. Het stadion werd geopend in 1974.